# Чемпионат Эстонии по футболу 1944
Чемпионат Эстонии по футболу 1944 — 23-й чемпионат Эстонии по футболу.
В борьбе за первенство старт взяли 6 команд, первый этап должен был состояться с 21 мая по 12 июля, однако чемпионат был прерван наступлением советских войск.

## Участники
- Тервис;
- Политсей Спордиклуб;
- Эстония;
- Калев;
- Спорт;
- Спордиклуб.